# 새뮤얼 피프스

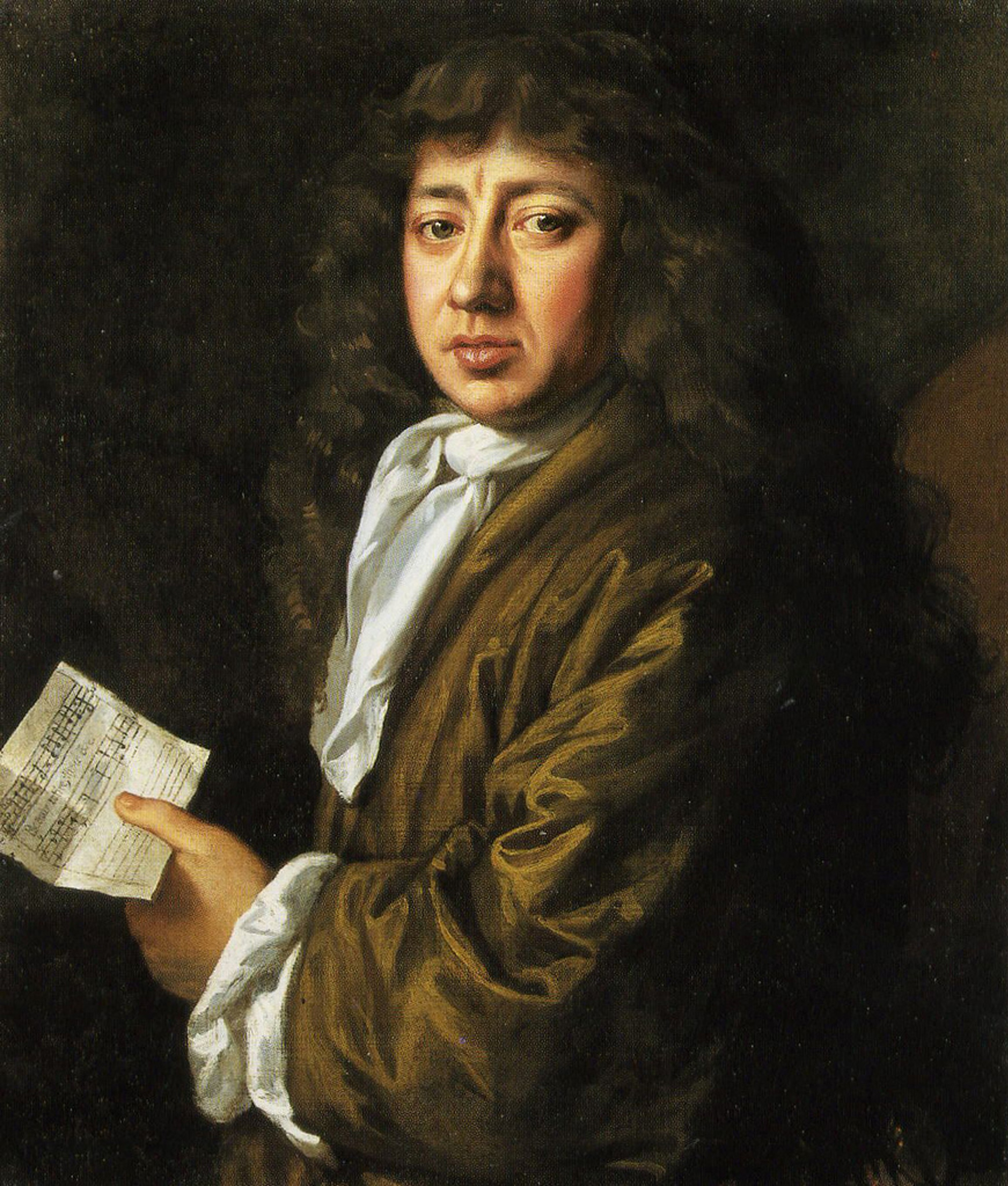
새뮤얼 피프스의 초상

새뮤얼 피프스(영어: Samuel Pepys, 1633년 2월 23일 ~ 1703년 5월 26일)는 영국 해군 행정관이자, 하원 의원이다. 해군 복무나 바다에서의 실무 경험은 없었으나, 후원자에 의하여 발탁, 제임스 2세 휘하 행정 분야에서 자신의 능력을 발휘하였다. 그가 해군 본부에서 이룩한 여러 개혁들은 영국 왕립 해군의 초기 전문화에 중요한 구실을 했다.
피프스는 행정관, 정치인으로보다는 그가 남긴 일기 때문에 문학 분야에서도 잘 알려져 있다. 1660년에서 1669년의 약 10년 동안 일기를 남겼으며, 그의 사후에 해독되어 (그는 사생활 보호를 위한 목적으로 당시 쓰였던 속기 문자를 응용하여 암호 일기를 적었다) 19세기에는 작품으로 출판되었다. 이 일기는 영국 스튜어트 왕정 복고기의 중요한 1차 사료로서의 구실을 하고 있으며, 런던 대화재, 2차 영국-네덜란드 전쟁 및 역병 창궐 등 시대적 사건의 실상을 엿보는데 좋은 사료로 쓰이고 있다. 또한 피프스 자신이 밝혀지길 꺼렸던 여자 관계의 사생활도 세세하고 적나라하게 기록되었다.
그의 성(姓)인 피프스는 영어 단어 peeps와 같이 /ˈpiːps/로 보통 발음되고, /ˈpeps/, /ˈpepɨs/ 등의 발음도 쓰인다.

## 같이 보기
- 존 이블린